# Venustiano Carranza (Cidade do México)
Venustiano Carranza é uma demarcação territorial da Cidade do México, situada na parte nordeste da capital mexicana. Possuía em 2015 uma população de 427.263 habitantes, distribuída em uma área de 34 km². Faz fronteira com Gustavo A. Madero a norte; com Iztacalco a sul; e com Cuauhtémoc a oeste.
A demarcação recebeu seu nome em homenagem a Venustiano Carranza Garza, ex-presidente do México e um dos líderes da Revolução Mexicana. Durante o mandato presidencial de Venustiano Carranza, entrou em vigor a atual Constituição do México, promulgada no dia 5 de fevereiro de 1917.

## Transportes

### Metrô da Cidade do México
Venustiano Carranza é atendida pelas seguintes estações do Metrô da Cidade do México:
- Aragón
- Balbuena
- Boulevard Puerto Aéreo
- Canal del Norte
- Candelaria
- Ciudad Deportiva
- Consulado
- Eduardo Molina
- Fray Servando
- Gómez Farías
- Hangares
- Jamaica
- La Viga
- Merced
- Mixiuhca
- Moctezuma
- Morelos
- Oceanía
- Pantitlán
- Puebla
- Ricardo Flores Magón
- Romero Rubio
- San Lázaro
- Terminal Aérea
- Valle Gómez
- Velódromo
- Zaragoza